# Округ Копаја (Мисисипи)
Копаја (енгл. Copiah County) је округ у америчкој савезној држави Мисисипи.

## Демографија
По попису из 2010. године број становника је 29.449, што је 692 (2,4%) становника више него 2000. године.
| Група             | 2000.          | 2010.          |
| Белци             | 13.627 (47,4%) | 13.399 (45,5%) |
| Афроамериканци    | 14.653 (51,0%) | 14.983 (50,9%) |
| Азијати           | 45 (0,2%)      | 90 (0,3%)      |
| Хиспаноамериканци | 332 (1,2%)     | 773 (2,6%)     |
| Укупно            | 28.757         | 29.449         |